# Кучурган (Лиманська селищна громада)
Кучурга́н (до 1 лютого 1945 — Страсбург) — село в Україні, у Лиманській селищній громаді Роздільнянського району Одеської області. Населення — 3700 осіб. 

## Географія

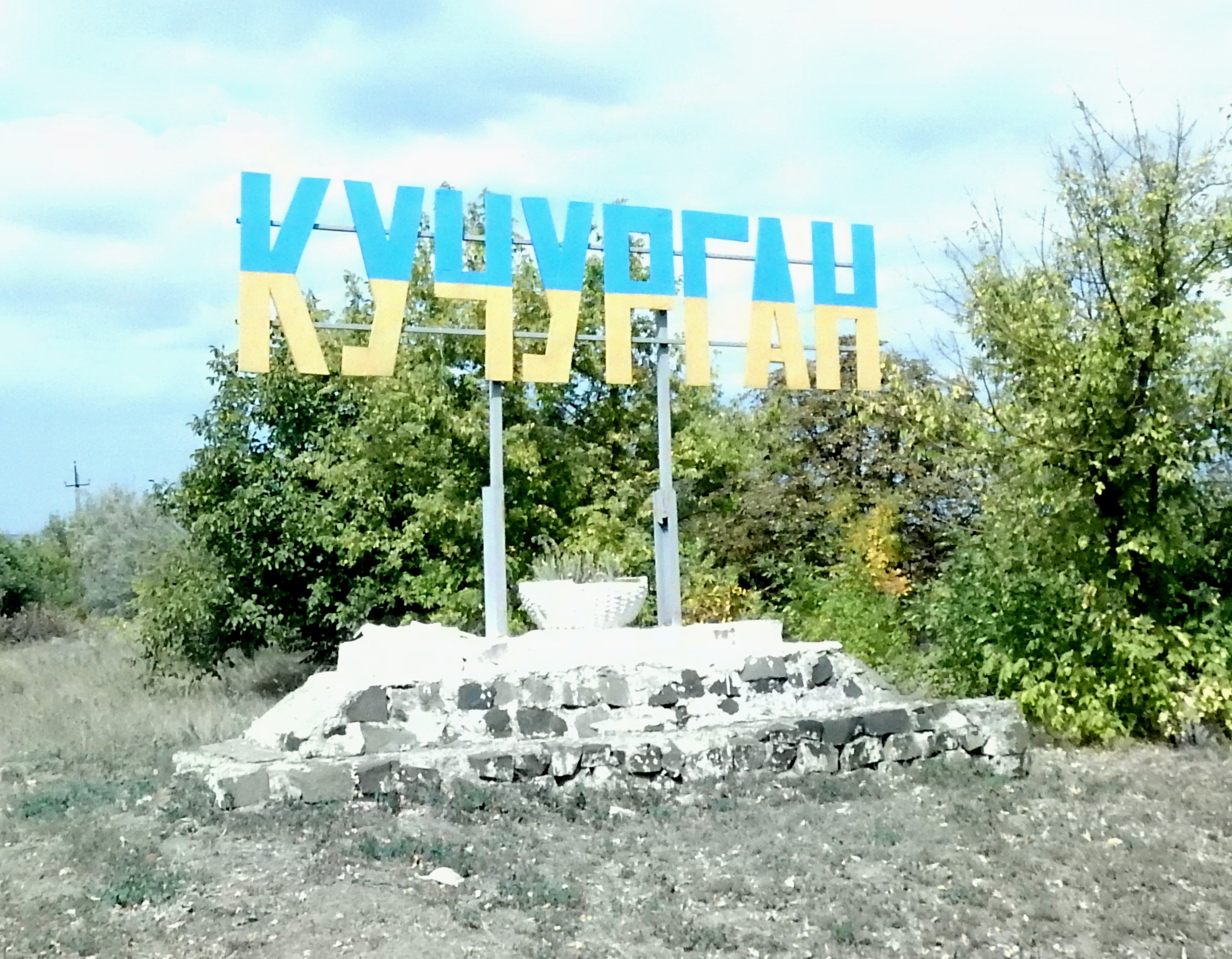
В'їзд у село Кучурган

Село Кучурна розташоване за 19 км від районного центру і пролягає автошляхами Р33 та Т 1618.
В селі розташований пункт пропуску на українсько-молдовському кордоні Кучурган — Первомайськ (автомобільний); Кучурган — Новосавицька (залізничний). Через село пролягають автошляхи міжнародного значення E58 та E581. На даній ділянці сполучення відбувається між Тирасполем та Одесою.

## Історія
На  карті Польщі та Угорщини 1544 року Себастьяна Мюнстера на місті колишнього села є позначка «Kutzurhan».
З 1808 року село перебувало у складі Кучурганського колоністського округу.
Станом на 1886 у німецькій колонії Страсбург, в центрі Зельцької волості Одеського повіту Херсонської губернії, мешкало 1855 осіб, налічувалось 208 домогосподарств, існували римо-католицька церква, 2 школи та 5 лавок.
У липні 1919 року мешканці колоній Баден та Страсбур приєдналися до антибільшовицького Акаржанського повстання, яке було викликане продрозкладкою та насильницькою мобілізацією до Червоної армії.
Під час Голодомору в Україні 1932—1933 років село потрапило на «чорну дошку».
Землетрус 1940 року завдав важких збитків Страсбургу.
У березні 1944 року, через наближення Червоної армії, за наказом командування вермахту німців-колоністів з Бадену було депортовано до Вартеланду.
У січні 1945 року в селі Очеретівка, за ініціативою В. П. Філатова, заснований Український лепрозорій.
12 вересня 1967 року до складу Кучурган увійшло колишнє село Очеретівка (до 01.02.1945 — Баден).
Станом на 1 травня 1973 року в Кучурганах знаходився господарський центр винрадгоспу імені 50-летия Великого Октября.
Більша частина сучасної будівлі місцевого Будинку культури — це залишки католицького храму Святого Йосипа, який був збудований у 1863 році для німців-колоністів Страсбурга. На даний час є можливість побачити лише південну і східну зовнішню частину храму, інші сторони були забудовані прибудовами. Центральна зала храму зараз є головною залою Будинку культури, де відбуваються заходи. В залі збереглося автентичне храмове покриття підлоги, з виділенням центральної доріжки від входу до вівтаря, яка власне закінчується сценою. Сцена розташовується на місці, де проводилися релігійні служби.
Слід зазначити, що на території сучасного села була ще одна культова споруда німецьких колоністів. Це храм Святого Михайла, який був збудований у 1898—1899 роках для жителів німецької колонії Баден. Зараз на його місті залишились руїни та пам'ятник загиблим односельчанам у Другій світовій війні.

## Населення
Населення у різні роки: 261 (1808), 317 (1816), 393 (1825), 1155 (1859), 1889 (1887), 2070/1872 нім. (1897), 1884 (1905), 2287 (1911), 1732 (1916), 1780 (1919), 1915 (1926), 2500 (1941), 2118 (1943).
За переписом УРСР 1989 року чисельність наявного населення села становила 3454 особи, з яких 1608 чоловіків та 1846 жінок.
За переписом населення України 2001 року в селі мешкало 3306 осіб.

### Мова
Розподіл населення за рідною мовою за даними перепису 2001 року:
| Мова       | Відсоток |
| ---------- | -------- |
| російська  | 52,68 %  |
| українська | 43,35 %  |
| молдовська | 3,04 %   |
| білоруська | 0,30 %   |
| німецька   | 0,18 %   |
| болгарська | 0,15 %   |
| гагаузька  | 0,15 %   |
| польська   | 0,03 %   |

## Відомі особи
- Фрізон Олександр (1875—1937) — доктор філософії та богослов'я, професор церковної історії і латинської мови[15].
- Винник Петро Федорович (1917—1944) — військовий, Герой Радянського Союзу.
- Рябуха Тарас Михайлович (1988—2023) — військовослужбовець, учасник російсько-української війни[16][17], учасник російсько-української війни 2014 року, «Кіборг»}}.